# Ван дер Брегген, Анна
Анна ван дер Брегген (англ. Anna van der Breggen, род. 18 апреля 1990 в городе Зволле, Нидерланды) — нидерландская профессиональная шоссейная велогонщица.

## Карьера
В 2015 году на Первых Европейских играх выиграла бронзовую медаль. Олимпийская чемпионка в групповой шоссейной гонке (2016). Чемпионка мира в групповой и индивидуальной шоссейных гонках. Двукратный бронзовый призёр Олимпийских Игр (2016 и 2020).
В 2021 году сообщила о завершении профессиональной карьеры велогонщицы, однако с 2025 года решила вернуться.
В 2022–2024 годах являлась спортивным директором команды SD Worx-Protime.

## Достижения
2012
1-я  на Чемпионат Европы — индивидуальная гонка
Тур Бретани
1-я в генеральной классификации
1-й, 2-й и 4-й этапы
2-й этап на Тур Лимузена
2-я на Трофи д’Ор
5-я на Чемпионат мира — групповая гонка
9-я на Тур Фландрии
2013
2-я на Трофи д’Ор
3-я на Гран-при Плуэ — Бретань
4-я на Чемпионат мира — групповая гонка
4-я на Флеш Валонь
7-я на Тур Фландрии
2014
Женский Тур Норвегии
1-я в генеральной классификации
1-я в очковой классификации
1-й этап
Dwars door de Westhoek
Гран-при Эльзи Якобс
1-я в генеральной классификации
1-й этап
Тур Бельгии
2-я в генеральной классификации
1-я в горной классификации
2-й (TTT) и 4-й этапы
2-я на Тур Дренте
2-я на Опен Воргорда RR
3-я на Джиро Роза
Эмакумин Бира
3-я в генеральной классификации
1-я в горной классификации
2015
Джиро Роза
1-я в генеральной классификации
8-й этап
Флеш Валонь
Омлоп Хет Ниувсблад
Energiewacht Tour
1-я в бойцовской классификации
Пролог и 4-й этап
Гран-при Эльзи Якобс
1-я в генеральной классификации
1-й этап
 Чемпионат Нидерландов — групповая гонка
2-я на Ле-Самен
3-я на Трофей Альфредо Бинды — комунны Читтильо
3-я на Тур Фландрии
3-я  на Европейские игры — групповая гонка
2016
1-я  на Олимпийские игры — групповая гонка
3-я на Джиро Роза
0

### Статистика выступления наГранд-турах
| Гонка / Год          | 2009           | 2010           | 2011           | 2012           | 2013           | 2014           | 2015           | 2016           | 2017           | 2018           | 2019           | 2020 | 2021 |
| -------------------- | -------------- | -------------- | -------------- | -------------- | -------------- | -------------- | -------------- | -------------- | -------------- | -------------- | -------------- | ---- | ---- |
| Джиро д’Италия Донне | DNF            | 43             | 89             | 22             | 18             | 3              | 1              | 3              | 1              | —              | 2              | 1    | 1    |
| Ла Вуэльта Фамм      | не проводилась | не проводилась | не проводилась | не проводилась | не проводилась | не проводилась | не проводилась | не проводилась | не проводилась | не проводилась | не проводилась | —    | 58   |

### Рейтинги
| Год                 | 2011  | 2012 | 2013 | 2014 | 2015 | 2016 | 2017 | 2018 | 2019 | 2020 | 2021 |
| ------------------- | ----- | ---- | ---- | ---- | ---- | ---- | ---- | ---- | ---- | ---- | ---- |
| Мировой рейтинг UCI | 393-й | 15-й | 5-й  | 7-й  | 1-й  | 2-й  | 2-й  | 2-й  | 5-й  | 1-й  | 5-й  |
| Мировой кубок UCI   | -     | 14-й | 4-й  | 4-й  | 2-й  |      |      |      |      |      |      |
| Мировой тур UCI     |       |      |      |      |      | 7-й  | 1-й  | 3-й  | 5-й  | 4-й  | 6-й  |
|                     |       |      |      |      |      |      |      |      |      |      |      |
| Источник: UCI       |       |      |      |      |      |      |      |      |      |      |      |